# Mehrdimensionalität
Mehrdimensionalität, Multidimensionalität oder Mehrperspektivität bezeichnet das Phänomen einer Reihe unterschiedlicher  Betrachtungsmodalitäten einer Person, einer Sache, eines Ereignisses oder Vorgangs. 

## Begriff
Der Begriff „Mehrdimensionalität“ ist abgeleitet von lateinisch dimensio = Ausdehnung, Ausmessung. Im volkstümlichen Verständnis ist damit die „Richtungserstreckung eines Körpers“ oder die „Eigenschaft eines Raumes“ in Form der drei Raumkoordinaten Länge-Breite-Höhe gemeint. Nach dem Duden bezeichnet der Begriff figural auch das Menschliche Fähigkeitsspektrum. Seiner Vieldeutigkeit entsprechend, findet sich der Begriff in den verschiedenen Fachwissenschaften mit voneinander abweichenden, teils in übertragenem Sinn verwendeten Bedeutungen. 

## Anwendungsbereiche

### Anthropologie
Die Anthropologie versteht unter dem Begriff Mehrdimensionalität das Spektrum an Merkmalen, die das Wesen des Menschen ausmachen. Dazu zählen etwa seine Körperlichkeit, seine Intellektualität, seine Emotionalität, seine Soziabilität, seine Willenskräfte und seine Motivationsstrukturen. Hinzu kommt das spezifische Fähigkeitsprofil, das jedem seinen persönlichkeitstypischen, von anderen abgrenzbaren Handelnsrahmen vorgibt und sein Verhaltensschema entscheidend mitbestimmt. Diese Komplexität erfordert eine mehrdimensionale Betrachtungsweise und begründet im Forschungsbereich das Entstehen einer Reihe humanwissenschaftlicher Disziplinen.

### Allgemeine Didaktik
Die Allgemeine Didaktik baut auf den Erkenntnissen der Anthropologie auf und setzt sie zur Effektivitätssteigerung in Lernprozessen um. Dabei kommen neben der Berücksichtigung der vielschichtigen und unterschiedlichen Anlagevoraussetzungen der Lernenden auch die Berücksichtigung unterschiedlicher Sachaspekte des Lernstoffs sowie Methodikvarianten ins Spiel.

### Experimentalpsychologie
In der Experimentalpsychologie bezieht sich das Verständnis der Mehrdimensionalität z. B. auf das multifaktorielle Erfassen eines Sachverhalts, der wegen seiner Komplexität und Bedeutung von verschiedenen Seiten her beleuchtet und methodisch differenziert betrachtet und erfasst werden muss. So werden im Bereich der empirisch-diagnostischen Prüfverfahren im Humanbereich beispielsweise unterschiedliche Erhebungsmethoden wie Experimentalverfahren und Interviews, skalierte Selbsteinschätzungen und Fremdbeobachtungen ergänzend eingesetzt, um zu einer stabileren Sicherung der Testergebnisse zu kommen:
Der Mehrdimensionale Zeichentest (MDZT) erhebt schon in seiner Namensgebung den Anspruch eines mehrdimensionalen Experiments. Es handelt sich dabei um ein projektives Testverfahren, bei dem die Probanden im Minutenabstand assoziativ zeichnerisch tätig werden sollen. Angegebenes Ziel ist die Prüfung ihrer Stressresistenz.
Die heterogene Testbatterie des Wiener Koordinationsparcours (WKP) schlüsselt die komplexe Fähigkeit Koordination in eine Reihe konstituierender Komponenten auf, die eine mehrdimensionale Betrachtung und Prüfung des entsprechenden Fähigkeitsprofils ermöglichen und physische wie sensorische und kognitive Elemente beinhalten. Dazu gehören Variablen wie der Gleichgewichtssinn, die Beweglichkeit, die Bewegungsökonomie, die Bewegungskopplung, der Bewegungsfluss, die Kraftdosierung, die Bewegungssteuerung, die Bewegungspräzision, die Raumorientierung oder das Antizipationsvermögen.
Der I-S-T 2000R oder Intelligenz-Struktur-Test 2000R ist ein mehrdimensionaler Intelligenztest, der als Ergebnis die Allgemeine Intelligenz repräsentieren soll. Es geht darum, in neun Aufgabengruppen das komplexe Intelligenzniveau und die Intelligenzstruktur eines Teilnehmers zu ermitteln. Diese ergeben sich aus den Komponenten Urteilsbildung, Erfassen von sprachlichen Bedeutungsgehalten, Kombinationsfähigkeit, sprachliche Abstraktionsfähigkeit, Merkfähigkeit, praktisch-rechnerisches Denken, theoretisch-rechnerisches Denken, Vorstellungsfähigkeit, räumliches Vorstellungsvermögen.

### Mathematik
Die Mathematik versteht unter einem „mehrdimensionalen Raum“ einen abstrakten Raum von mehr als drei Dimensionen. Der vierdimensionale Raum ist dabei durch die Koordinatenwerte x, y, z, u definiert. In dem mathematischen Teilgebiet Analysis wird zwischen eindimensionaler und „mehrdimensionaler reeller Analysis“ unterschieden, wobei letztere über eine größere mathematische Vielfalt verfügt und die Funktionen mehrerer reeller Variablen in den Blick nimmt.

### Sportpädagogik
Die Sportpädagogik hat in ihrem Fachgebiet mehrdimensionale Lehr- und Lernkonzepte entwickelt, die dem Gedanken einer ganzheitlichen Erziehung folgen und den Erkenntnissen der Lernpsychologie gerecht werden wollen. Sie hat die Sporterziehung unter diesen Gesichtspunkten von der stark körper-, fitness- und gesundheitsbezogenen physischen Einengung und Ausrichtung befreit und als komplexe Persönlichkeitsentwicklung im Zusammenspiel mit anderen Fächern weiterentwickelt. Die Neuausrichtung dieses didaktischen Ansatzes zielte in zwei Richtungen: Sie erstrebte mit der Realisierung der Mehrdimensionalität einerseits das Aktivieren des weiteren, über die motorischen Lernkompetenzen hinausgehenden Fähigkeitsspektrums der Lernenden. Und sie zielte andererseits gleichzeitig auf das Erschließen weiterer Aspekte des Lernstoffs durch die Kooperation mit anderen Fachkompetenzen und ihren methodischen Möglichkeiten. Damit ergab sich die Chance für jeden Lernenden, sich nach seinen spezifischen Anlagen persönlichkeitsgerechte eigene Sinnstrukturen aufzubauen, die ein lebenslanges Bewegen und Sporttreiben motivieren. Auf der Basis der mehrdimensionalen Ausrichtung der Lernprozesse konnten sich so vielfältige Sinngebungen ergeben wie etwa die Lust auf Sozialkontakte und das gemeinsame Bewegen und Wettkämpfen, das Erfordernis, sich gesund und fit zu erhalten, das Bedürfnis nach Spiel und psychophysischer Entspannung, das eigene Austesten im Leistungs- und Hochleistungsbereich oder die Befriedigung von Erlebnishunger im Abenteuer-  und Wagnissport.

### Statistik
Die Bezeichnung „Mehrdimensionale Skalierung“ ist ein Fachausdruck für verschiedene Verfahren der multivariaten Statistik, von denen die metrische und die nichtmetrische Skalierung die häufigsten und wichtigsten sind. Mehrdimensionale Skalierungsverfahren dienen dazu, Attribute zu messen, für die mehr als ein subjektives Urteilskontinuum angenommen werden muss. Es geht darum, die Zahl der Dimensionen, ihre Beziehung und Gewichtung zu bestimmen.